# Sergei Sergejewitsch Bakinski

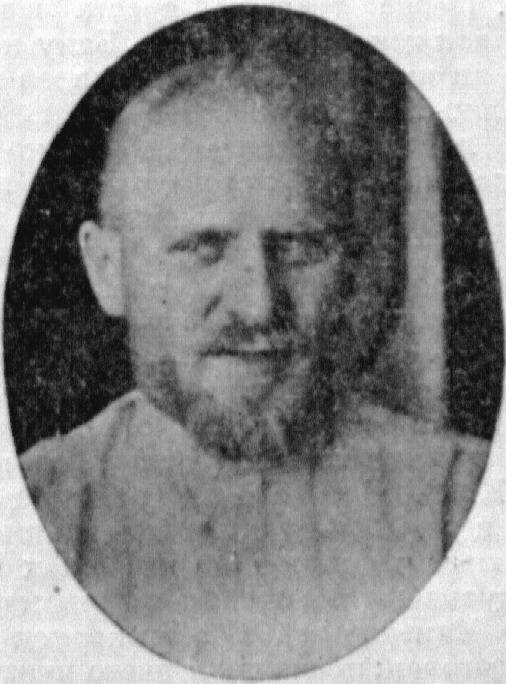
Sergei Sergejewitsch Bakinski 1913

Sergei Sergejewitsch Bakinski (russisch Сергей Сергеевич Бакинский, Transliteration Sergej Sergeevič Bakinskij, ukrainisch Сергій Сергійович Бакинський, Serhij Serhijowytsch Bakynskyj; * 1886 in Riga, Gouvernement Livland, Russisches Kaiserreich; † 1939 in Moskau, Sowjetunion) war ein sowjetischer Revolutionär und Politiker. Er war vom 24. Dezember 1917 bis zum 4. März 1918 der erste Volkskommissar für internationale Angelegenheiten (Außenminister) der Ukrainischen SSR.

## Leben
Sergei Bakinski kam in Riga als Kind einer Kaufmannsfamilie zur Welt. Nach seiner Hochschulreife 1904 begann er ein Studium an der Universität Kasan. Dort kam er schnell mit den dort streikenden Studenten in Verbindung und trat im selben Jahr in die SDAPR(B) ein. Nachdem er 1907 von der Universität verwiesen wurde, arbeitete er bis 1912 unter anderem in Kasan, Baku und Sankt Petersburg für die Bolschewistische Partei. Von 1912 bis 1914 war er in der Redaktion der Prawda in Sankt Petersburg beschäftigt. Nach der Februarrevolution, die er 1917 in Harbin, wo er eine bolschewistische Zeitung herausgab, erlebte, ging er im September 1917 ins ukrainische Kiew und beteiligte sich dort an den Vorbereitungen zur Revolution.
Nach der Oktoberrevolution nahm er als Mitglied des Kiewer Gebietskomitees der SDAPR(b) im Dezember 1917 am ersten All-Ukrainischen Sowjetkongreß in Charkow teil, auf dem die sowjetische ukrainische Volksrepublik ausgerufen wurde. Der Kongress wählte ihn zum  Mitglied des Zentralen Exekutiv-Komitees der Ukraine und am 24. Dezember 1917 wurde er bis zum 4. März 1918 der Volkskommissar für die Angelegenheiten der Nationalitäten und von Mai 1919 bis 1920 Juni Volkskommissar für Verkehr. Von 1924 bis 1925 war er der Handelsrepräsentant der UdSSR in Lettland und ab 1926 war er Mitglied des Hauptkonzessionsausschusses des Rates der Volkskommissare der UdSSR.
Daraufhin wurde er Erster Direktor bei der Verwaltung der Auslandsgeschäfte des Volkskommissariats der UdSSR und von Sommer 1929 an arbeitete er als Direktor der Staatsbank.
Er wurde 1939 ein Opfer des großen Terrors.